# حسین واله
حسین واله (متولد ۱۳۴۳ در مشهد) روزنامه‌نگار، دیپلمات ایرانی و دانشیار گروه فلسفه دانشگاه شهید بهشتی و رئیس مؤسسهٔ پژوهشی حکمت و فلسفهٔ ایران است.
او مدتی معاون سیاسی دفتر سید محمد خاتمی و سفیر ایران در الجزایر بود.
واله دوره دکتری فلسفه و کلام اسلامی را در دانشگاه تربیت مدرس گذرانده است. او در آذرماه ۱۴۰۳، با حکم وزیر علوم، تحقیقات و فناوری وقت، حسین سیمایی به ریاست مؤسسهٔ پژوهشی حکمت و فلسفهٔ ایران منصوب شد.

## کتاب‌ها
- مقدمه‌ای بر معناشناسی زبان‌شناختی، جان لاینز، حسین واله (مترجم)، ناشر: گام نو
- کریپکی، کنسلو پرتی، حسین واله (مترجم)، ناشر: گام نو
- یازده نه، عبدالعزیز غرمول، حسین واله (مترجم)، ناشر: اطلاعات
- درآمدی بر فلسفه معاصر غرب، قوام آنتونی آپیا، حسین واله (مترجم)، ناشر: گام نو
- متافیزیک و فلسفه زبان ویتگنشتاین و علوم عقلی اسلامی، حسین واله، ناشر: گام نو